# Romano Felmang
Romano Felmang (Roma, 1941) è un fumettista italiano.

## Biografia
Esordì come autore di fumetti nel 1964 disegnando serie come Fantax, Kriminal, Wampiroo, Johnny Beat, Belfagor, Silman e Phantom. Raggiunto un certo successo, fondò nel 1968 un proprio studio, Cartoonstudio, col quale collaborarono esponenti della nuova generazione di fumettisti italiani.
Durante gli anni settanta, ha realizzato fumetti tascabili come Sylvie, Oltretomba, Loana, Makabar, Zip o Sabata, ma la sua attività principale è stata la creazione di storie per diverse riviste di fumetti come Intrepido, Il Monello, Bliz, Albi dell'Intrepido, Skorpio e Lanciostory. Ha lavorato anche per editori stranieri come la Fleetway in Inghilterra, Lug in Francia e Pabel-Moewing e Bastei in Germania e per la rivista TV2000 nei Paesi Bassi.
Durante gli anni ottanta iniziò a disegnare la versione svedese di Phantom, originariamente creato da Lee Falk, che fu poi pubblicato in molti altri paesi.